# Flockungshilfsmittel
Flockungshilfsmittel ist ein Stoff, der zur Verstärkung einer Flockung verwendet wird. Flockungshilfsmittel werden in Kombination mit Flockungsmitteln überall dort verwendet, wo eine Fest-Flüssig-Trennung gewünscht ist. Sie beschleunigen die Sedimentation oder Flotation suspendierter Feststoffteilchen und verbessern entscheidend das Entwässerungsverhalten der so eingedickten Schlämme bei statischen oder maschinellen Entwässerungsverfahren.

## Eigenschaften
Meist handelt es sich bei Flockungshilfsmitteln um organische, synthetische, hochmolekulare und wasserlösliche Polyelektrolyte auf der Basis von Polyacrylamid. Auch andere organische Polyelektrolyte synthetischen oder natürlichen Ursprungs werden verwendet. Polyaluminium wirkt ebenso als Flockungshilfsmittel. Im Gegensatz zu Flockungsmitteln bilden Flockungshilfsmittel selbst keine Flocken aus, fördern aber die Aggregation von Flocken zu größeren Gebilden (Flokulation) und verstärken die Wasserfreisetzung.

## Verwendung
Eingesetzt werden Flockungshilfsmittel
- bei der Reinigung kommunaler und industrieller Abwässer in Kläranlagen
- bei der Wiederaufbereitung von Prozess- und Kreislaufwasser
- bei der Klärung von Roh- oder Oberflächenwasser für die Gewinnung von Betriebs- oder Trinkwasser.

Viele Entwässerungsaggregate, wie Zentrifugen, Dekanter,  Bandfilter oder Kammerfilterpressen, sind ohne die Zugabe von Flockungshilfsmitteln kaum oder nur mit erheblichen Leistungseinschränkungen funktionsfähig.